# Joe Kurak
Joe A. Kurak (* 30. Dezember 1984 in Cleveland, Ohio) ist ein US-amerikanischer Schauspieler und Stuntman.

## Leben
Kurak wurde am 30. Dezember 1984 in Cleveland geboren. Sein Filmschauspieldebüt gab er 2007 in einer Kleinstrolle in der Filmproduktion Nobel Son. Sechs Jahre später folgten weitere Filmrollen sowie Episodenrollen in Fernsehserien Monsters Inside Me, Die größten Mysterien, Mörderische Affären und Deadline: Crime with Tamron Hall. Zwischen 2015 und 2016 wirkte er in den Spielfilmproduktionen The Funhouse, Massacre Marauders – Die Reichen werden bezahlen und The Charnel House als Stuntman mit. 2019 verkörperte er in Native Son die Rolle des Usher. 2021 spielte er unter anderen in Deck the Heart die größere Rolle des Chris Ackerman. 2022 wirkte er in Produktionen innerhalb der Horror-Reihe Baby Oopsie mit und spielte im selben Jahr im Weihnachtsfilm Christmas at the Holly Hotel die männliche Hauptrolle des Mathew. Im Folgejahr spielte er in der Fortsetzung A Fireman for Christmas dieselbe Rolle. 2024 wirkte er in den vom Filmstudio The Asylum produzierten Katastrophenfilme Earthquake Underground, in der Rolle des Whitty, und in Continental Split, in der Rolle des Lt. Governor Brett Rothers mit.

## Filmografie (Auswahl)

### Schauspiel
- 2007: Nobel Son
- 2013: Scorned
- 2014: Love Finds You in Sugarcreek (Fernsehfilm)
- 2014: Monsters Inside Me (Fernsehserie, Episode 5x01)
- 2014: Die größten Mysterien (Greatest Mysteries, Fernsehserie, Episode 1x10)
- 2014: Mörderische Affären (Greatest Mysteries, Fernsehserie, Episode 3x13)
- 2014: Deadline: Crime with Tamron Hall (Fernsehserie, Episode 2x09)
- 2016: Marauders – Die Reichen werden bezahlen (Marauders)
- 2019: Native Son
- 2020: Ivy & Mistletoe (Fernsehfilm)
- 2021: Just Another Dream
- 2021: Deck the Heart
- 2022: Baby Oopsie: Murder Dolls
- 2022: Baby Oopsie (Fernsehserie, 4 Episoden)
- 2022: Baby Oopsie 3: Burn Baby Burn
- 2022: Cupid’s Christmas
- 2022: Christmas at the Holly Hotel
- 2023: AIMEE: The Visitor
- 2023: A Fireman for Christmas
- 2024: So isst Amerika – Pioniere des Fastfood (The Food That Built America, Fernsehdokuserie, Episode 5x01)
- 2024: Earthquake Underground
- 2024: Continental Split

### Stunts
- 2015: The Funhouse Massacre
- 2016: Marauders – Die Reichen werden bezahlen (Marauders)
- 2016: The Charnel House